# Theodor Nag
Theodor Henriksen Nag (ur. 1 października 1890 w gminie Strand, zm. 2 września 1959 w Stavanger) – norweski wioślarz. Medalista olimpijski. Brat Karla Naga. 
Nag uczestniczył w igrzyskach olimpijskich w Antwerpii (1920) w jednej konkurencji wioślarstwa: ósemka mężczyzn (3. miejsce; wraz z Conradem Olsenem, Adolfem Nilsenem, Håkonem Ellingsenem, Thorem Michelsenem, Arnem Mortensenem, Karlem Nagem, Tollefem Tollefsenem i Thoralfem Hagenem).